# Сільвія Паулі
Пані Сільвія Паулі (нім. Sylvia Pauli) (1939) — швейцарський дипломат. Надзвичайний і Повноважний Посол Швейцарської Конфедерації в Україні (1996—2000).

## Біографія
У 1968 — інтерн Федерального департаменту закордонних справ (FDFA).
З квітня 1970 — третій секретар Посольства Швейцарії в Парижі.
З липня 1973 — другий секретар Посольства Швейцарії у Вашингтоні.
З 1978 — начальник відділення EPD, Управління міжнародного права, компенсаційні угоди.
10.10.1989 — 18.12.1992 — Надзвичайний і Повноважний Посол Швейцарської Конфедерації в Лімі.
20.12.1992 — 31.07.1996 — Надзвичайний і Повноважний Посол Швейцарської Конфедерації в Празі.
05.08.1996 — 29.02.2000 — Надзвичайний і Повноважний Посол Швейцарської Конфедерації в Києві.
14 травня 1999 р. Надзвичайний і Повноважний Посол Швейцарської Конфедерації в Україні Сільвія Паулі під час відвідання Головархіву передала державній архівній службі цінний дарунок МЗС Швейцарії — комплект багатотомного корпусного видання «Дипломатичні документи Швейцарії», що є на сьогодні єдиним в Україні і зберігається в Науково-довідковій бібліотеці центральних державних архівів.